# Alrance
Alrance (okzitanisch: Alrança) ist eine französische Gemeinde des Départements Aveyron in der Region Okzitanien (vor 2016: Midi-Pyrénées) mit 333 Einwohnern (Stand: 1. Januar 2022). Administrativ ist sie dem Kanton Raspes et Lévezou und dem Arrondissement Millau zugeteilt. Die Einwohner werden Alrançais genannt. 

## Geografie
Alrance liegt etwa 38 Kilometer westnordwestlich von Millau und etwa 29 Kilometer südsüdöstlich von Rodez in einem der südlichen Ausläufer des Zentralmassivs in einer waldreichen Region an der Alrance. Umgeben wird Alrance von den Nachbargemeinden Arvieu im Norden, Salles-Curan im Osten und Nordosten, Villefranche-de-Panat im Süden und Osten, Durenque im Westen und Südwesten sowie Auriac-Lagast im Westen.

## Bevölkerungsentwicklung
| Jahr                       | 1962 | 1968 | 1975 | 1982 | 1990 | 1999 | 2006 | 2018 |
| -------------------------- | ---- | ---- | ---- | ---- | ---- | ---- | ---- | ---- |
| Einwohner                  | 702  | 625  | 550  | 528  | 468  | 417  | 371  | 354  |
| Quellen: Cassini und INSEE |      |      |      |      |      |      |      |      |

## Sehenswürdigkeiten

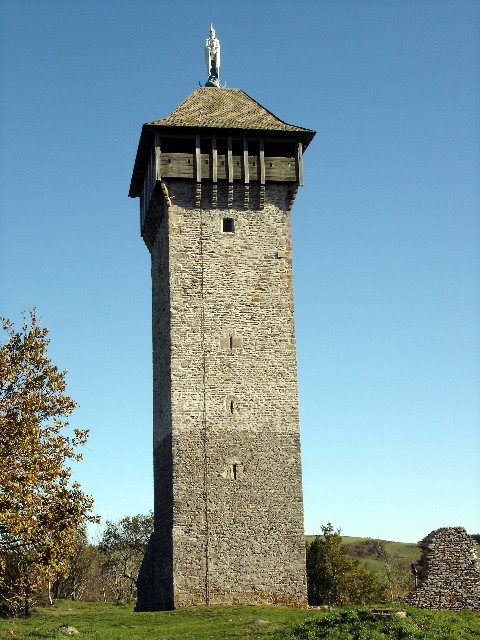
Turm von Peyrebrune

- Kirche Saint-Georges
- Stausee mit Wasserkraftwerk
- Turm von Peyrebrune